# Francisco Manoel Chaves
Francisco Manoel Chaves (Minas Gerais - 18 de abril de 1906), também conhecido como Preto Chaves, Zé Francisco ou Velho Chico, foi ex-marinheiro e guerrilheiro da Guerrilha do Araguaia, durante a Ditadura Militar brasileira. Passou grande parte da vida adulta na clandestinidade e morreu em uma armadilha de militares, durante um combate na selva, em 1972. Sua ossada nunca foi entregue à família e não existem documentos oficiais que comprovem sua localização, sendo assim, Francisco Manoel Chaves ainda é considerado desaparecido político.

## Biografia
Filho de Adão Manoel Chaves e Filomena Francisca, Francisco Manoel Chaves ainda é considerado uma figura misteriosa, pois pouco se sabe sobre sua trajetória.
Supunha-se até pouco tempo que Francisco teria nascido no Rio de Janeiro. Entretanto, pesquisas recentes, realizadas pelo pesquisador do Instituto Maurício Grabois, Agildo Nogueira Júnior, revelaram indícios de que o guerrilheiro seria, na verdade, de Minas Gerais.
As informações foram reveladas por volta de 2013, após a descoberta de três ossadas por peritos do Grupo de Trabalho do Araguaia no Cemitério de São Geraldo. Apesar das novas evidências, não existem dados sobre sua cidade de nascimento, tão pouco de sua infância.
Em julho de 1928, Francisco Manoel Chaves entrou para a Marinha do Brasil, onde permaneceu por 33 anos até ser expulso devido à forte participação em atividades comunistas.
Em 1935, Chaves participou do Levante Comunista contra o governo de Getúlio Vargas, também conhecido como Revolta Vermelha de 35. Após a derrota do grupo, no mesmo ano, Francisco foi torturado sob o comando de Lúcio Meira e depois foi preso no presídio da Ilha Grande, em Angras dos Reis, Rio de Janeiro, até o início da década de 40, quando foi libertado.
Francisco foi eleito suplente do Comitê Central do PCdoB durante a Conferência da Mantiqueira, realizada clandestinamente durante os dias 28 e 30 de agosto de 1943, também no Rio de Janeiro. A partir de então passou o resto da vida adulta na clandestinidade.
O guerrilheiro permaneceu como suplente do PCdoB até 1946 e começou a sofrer fortes perseguições após o golpe de 1964, quando decidiu mudar-se para a região de Caianos, no Araguaia, local onde estava o Destacamento C da guerrilha.

## Morte e desaparecimento
Francisco Manoel Chaves foi morto na região de Caianos ou Pau Preto, no Araguaia (PA), no dia 20 ou 21 de setembro de 1972, após uma emboscada dos militares. Segundo o Relatório Arroyo, escrito por Ângelo Arroyo, dois companheiros de Francisco, conhecidos como Vitor e Cazuza, andavam pelo Destacamento C para ir ao encontro com outros três companheiros, Antônio da Dina (Antonio Carlos Monteiro Teixeira), Dina (Dinalva Oliveira Teixeira) e Preto Chaves (Francisco Chaves).
Durante a caminhada, os dois guerrilheiros decidiram acampar próximo ao local onde seria o encontro de todo o grupo e, horas depois, escutaram barulho de pessoas andando pela região. Cazuza decidiu sair de onde estavam para verificar se aqueles poderiam ser os três guerrilheiros, mas Vitor não o permitiu. Na manhã do outro dia, Cazuza partiu para o local onde havia escutado os barulhos mas, enquanto caminhava, adentrou em um acampamento militar e foi fuzilado por soldados. Vitor decidiu seguir a caminhada e encontrou os três companheiros. Ao avistá-los, percebeu que estavam sem nenhum alimento e partiu em direção à roça de Rodrigues para buscar mandioca.
Mesmo em desacordo com seus colegas, que alegavam não ter nada naquela região, Vitor seguiu para a roça, onde avistou rastros de soldados. Após desconfiar da situação, decidiu que todos os quatro deveriam se esconder em um cipoal próximo à estrada até os soldados deixarem a região. Entretanto, enquanto alguns soldados passavam próximo ao local, Francisco acidentalmente fez um barulho e atraiu os militares.
Pouco depois, os soldados começaram a disparar contra o cipoal onde estava grupo, matando Vitor e Zé Francisco. Dina levou um tiro de raspão no pescoço, mas conseguiu escapar, já Antônio ficou gravemente ferido e foi levado pelos soldados para São Geraldo, onde foi torturado e executado.

## Identificação dos restos mortais
Segundo a Comissão Nacional da Verdade, Francisco Manoel Chaves é considerado desaparecido político, pois seus restos mortais não foram encontrados e entregues aos familiares para a realização do sepultamento até hoje.
Em 2007, a revista ISTOÉ publicou uma reportagem exclusiva sobre Preto Chaves, que relatava a possível localização dos seus restos mortais na região do velho Cemitério de São Geraldo, em Araguaia. De acordo com o veículo de comunicação, peritos do Grupo de Trabalho Araguaia (GTA) realizaram escavações no Cemitério de São Geraldo, onde encontraram três ossadas, sendo uma delas, possivelmente, de Francisco.
A falta de dados sobre a existência de filhos ou outros familiares, todavia, causa a inexistência de material genético comparativo para identificação da ossada, dificultando ainda mais a busca por respostas concretas. Por esta razão, a Comissão de Mortos e Desaparecidos Políticos do governo não anuncia a descoberta oficialmente e considera Francisco Manoel Chaves como desaparecido.

## Investigação
Em entrevista para o jornal Opção, publicada em junho de 2012, o Sargento José Manoel Pereira afirmou sua participação no tiroteio que causou a morte de Francisco e outros guerrilheiros. Ele declara que naquele dia estava comandando um grupo de soldados — formado por Cabo Barreto, Soldado Jean, Soldado Maurício, Soldado Raoil, Soldado Mascarenhas e Soldado Arnaldo — que cruzaram com os guerrilheiros e atiraram contra eles na região de Pau Preto.
No dia seguinte ao ataque, o Sargento José Manoel Pereira, junto a um grupo de militares, teria levado os corpos em um helicóptero da Aeronáutica até a Base Militar de São Geraldo do Araguaia, próximo ao Cemitério de São Geraldo, mesmo local onde o Grupo de Trabalho do Araguaia encontrou as três ossadas dos guerrilheiros.
Já em uma entrevista para a Folha de S. Paulo, publicada em abril de 2008, José Rodrigues da Silva, ex-guerrilheiro sobrevivente, comenta sobre o período em que ficou preso na região do Pará e afirma ter visto fotos e documentos de Preto Chaves e Antônio da Dina, além de uma vala onde os corpos poderiam estar enterrados. José conta que presenciou, ao longo de 15 dias, o enterro de 12 guerrilheiros em buracos abertos em uma floresta próxima à região de Xambioá, município localizado entre Tocantins e Pará.
Durante as investigações sobre eventos ocorridos durante a trajetória de vida de Francisco Manoel Chaves, a Marinha recusou-se a entregar o prontuário do ex-funcionário e alegava que sua ficha de entrada na corporação não existia. Apenas em 2012, a Polícia Civil do Distrito Federal entregou um documento com poucas informações sobre Chaves.
Segundo o Diário Oficial da União, pessoas desaparecidas que participaram ou foram acusadas de participar de atividades políticas entre os anos de 1961 e 1979 e, por este motivo, foram detidas por militares ou agentes públicos, são consideradas mortas.

## Corte Interamericana de Direitos Humanos e Comissão Nacional da Verdade
A Corte Internacional de Direitos Humanos da OAE, em 2010, condenou o Brasil e o considerou culpado pelos sequestros, desaparecimentos e violações de pessoas desaparecidas durante a Ditadura Militar. A Corte Interamericana de Direitos Humanos ainda determinou que o país deve localizar os restos mortais de pessoas desaparecidas na região do Araguaia.
A medida foi tomada a partir da invalidação parcial da Lei da Anistia para possibilitar as investigações de pessoas envolvidas nos casos de violação aos direitos humanos.
Para auxiliar na melhor apuração dos dados, criou-se em 2011, a Comissão Nacional da Verdade, na cidade de São Paulo, que tem como missão esclarecer os acontecimentos durante a ditadura militar, que violaram direitos humanos.

## Memórias do Cárcere
Durante os anos que passou no presídio de Ilha Grande, em 1935, Francisco Manoel Chaves foi parceiro de cela do escritor Graciliano Ramos, com quem conviveu grande parte do seu tempo. Ao desenvolver sua obra “Memórias do Cárcere”, em 1953, Ramos realiza diversas referências ao ex-marinheiro, caracterizando-o como um importante personagem.
É a partir da obra que se torna possível o encontro de descrições das características do guerrilheiro, tanto pessoais quanto de sua militância. O autor escreve que Francisco tinha uma personalidade resistente, destacando sua luta pela garantia de direitos iguais e de seu objetivo de denunciar as condições da prisão, que eram precárias.
“Francisco Chaves, gordo e baixo, sempre em luta com dificuldades imensas de expressão” (RAMOS, p. 238).